# Briefmarken-Ausgaben für das Generalgouvernement 1944
Die Briefmarken-Ausgaben für das Generalgouvernement 1944 wurden von der Deutschen Reichspost für das fünf Jahre zuvor errichtete Generalgouvernement herausgegeben. Es ist der letzte Jahrgang für das Generalgouvernement. Die Marken waren bis zur Aufgabe bzw. bis zur Befreiung durch die Rote Armee gültig.

## Liste der Ausgaben und Motive
Legende
- Bild: Eine bearbeitete Abbildung der genannten Marke. Das Verhältnis der Größe der Briefmarken zueinander ist in diesem Artikel annähernd maßstabsgerecht dargestellt. Sollten keine Marken abgebildet sein, liegt es daran, dass das Urheberrecht des Künstlers noch nicht erloschen ist.
- Beschreibung: Eine Kurzbeschreibung des Motivs und/oder des Ausgabegrundes. Bei ausgegebenen Serien oder Blocks werden die zusammengehörigen Beschreibungen mit einer Markierung versehen eingerückt.
- Wert: Der Frankaturwert der einzelnen Marke in Groszy. Ein „+“ bedeutet, dass es sich um eine Zuschlagsmarke handelt (= Frankaturwert + Spende).
- Ausgabedatum: Das Datum des erstmaligen Verkaufs dieser Briefmarke.
- Gültig bis: Das Datum, an dem die Gültigkeit endete.
- Auflage: Soweit bekannt, wird hier die zum Verkauf angebotene Anzahl dieser Ausgabe angegeben.
- Entwurf: Soweit bekannt, wird hier angegeben, von wem der Entwurf dieser Marke stammt.
- Mi.-Nr.: Diese Briefmarke wird im Michel-Katalog unter der entsprechenden Nummer gelistet.

| Sondermarken | |                |                  |                                          |           |                 |       |
| Bild         | Beschreibung | Wert in Groszy | Ausgabe- datum   | gültig bis                               | Auflage   | Entwurf         | MiNr. |
|              | Geburtstag von Adolf Hitler - nach einem Gemälde von Willy Exner siehe auch Reichskanzler Adolf Hitler (Generalgouvernement) und Reichskanzler Adolf Hitler (Briefmarkenserie) | 12+1 Złoty     | 20. April 1944   | bis zur Aufgabe des Generalgouvernements | unbekannt | W. Kreb         | 117   |
|              | | 24+1 Złoty     | 20. April 1944   | bis zur Aufgabe des Generalgouvernements | unbekannt | W. Kreb         | 118   |
|              | | 84+1 Złoty     | 20. April 1944   | bis zur Aufgabe des Generalgouvernements | unbekannt | W. Kreb         | 119   |
|              | Kulturträger - Conrad Celtis (1459–1508), Humanist und Dichter | 12+18          | 15. Juli 1944    | bis zur Aufgabe des Generalgouvernements | unbekannt | W. Kreb         | 120   |
|              | - Andreas Schlüter (zwischen 1659 und 1664–1714), Architekt und Bildhauer | 24+26          | 15. Juli 1944    | bis zur Aufgabe des Generalgouvernements | unbekannt | W. Kreb         | 121   |
|              | - Hans Boner (um 1450–1523), Kaufmann und Bankier | 30+30          | 15. Juli 1944    | bis zur Aufgabe des Generalgouvernements | unbekannt | W. Kreb         | 122   |
|              | - August II. (1670–1733), König von Polen | 50+50          | 15. Juli 1944    | bis zur Aufgabe des Generalgouvernements | unbekannt | W. Kreb         | 123   |
|              | - Georg Gottlieb Pusch (1790–1846), Geologe | 1+1 Złoty      | 15. Juli 1944    | bis zur Aufgabe des Generalgouvernements | unbekannt | W. Kreb         | 124   |
|              | 5 Jahre Generalgouvernement - Burganlage Wawel in Krakau | 10+10 Złoty    | 26. Oktober 1944 | bis zur Aufgabe des Generalgouvernements | unbekannt | Stübinger       | 125   |
| Dauermarken  | |                |                  |                                          |           |                 |       |
| Bild         | Beschreibung | Wert in Groszy | Ausgabe- datum   | gültig bis                               | Auflage   | Entwurf         | MiNr. |
|              | Bauwerke - Lemberg | 6 Złoty        | 11. Februar 1944 | bis zur Aufgabe des Generalgouvernements | unbekannt | Erwin Puchinger | 115   |
|              | Diese drei Werte sind nicht mehr zur Ausgabe gelangt - Bohrtürme | 6              | –                | –                                        | unbekannt | K. Seizinger    | I     |
|              | - Goralisches Paar in Tracht | 24             | –                | –                                        | unbekannt | K. Seizinger    | II    |
|              | - Holzkirche in Tatarów (Ukraine) | 40             | –                | –                                        | unbekannt | K. Seizinger    | III   |